# Tour de France 1936
| 30. Tour de France 1936 – Endstand |                     |                           |
| Streckenlänge                      | 21 Etappen, 4438 km | 21 Etappen, 4438 km       |
| Toursieger                         | Sylvère Maes        | 142:47:32 h (31,080 km/h) |
| Zweiter                            | Antonin Magne       | + 26:55 min               |
| Dritter                            | Félicien Vervaecke  | + 27:53 min               |
| Vierter                            | Pierre Clemens      | + 42:42 min               |
| Fünfter                            | Arsène Mersch       | + 52:52 min               |
| Sechster                           | Mariano Cañardo     | + 1:03:04 h               |
| Siebenter                          | Mathias Clemens     | + 1:10:44 h               |
| Achter                             | Leo Amberg          | + 1:19:13 h               |
| Neunter                            | Marcel Kint         | + 1:22:25 h               |
| Zehnter                            | Léon Level          | + 1:27:57 h               |
| Bergwertung                        | Julián Berrendero   | 132 P.                    |
| Zweiter                            | Sylvère Maes        | 112 P.                    |
| Dritter                            | Federico Ezquerra   | 70 P.                     |
| Teamwertung                        | Belgien             | Belgien                   |

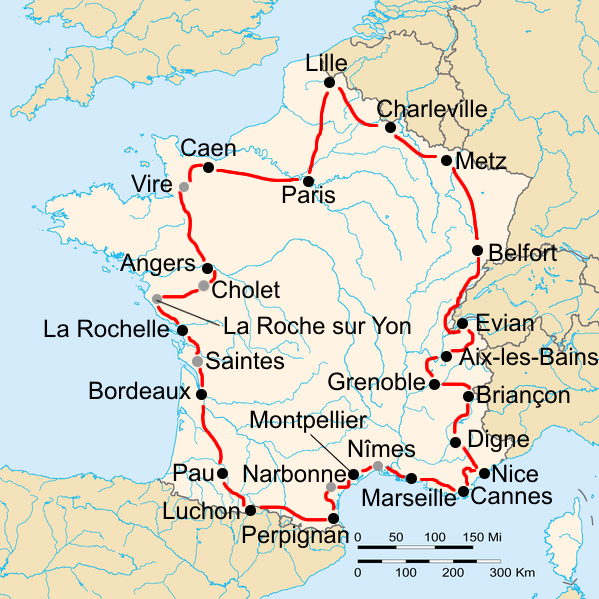
Streckenkarte der Tour de France 1936

Die 30. Tour de France fand vom 7. Juli bis 2. August 1936 statt und führte über 21 Etappen. Die 90 Teilnehmer legten dabei 4438 km zurück, 43 davon wurden klassifiziert. Die italienische Mannschaft blieb der Tour aus politischen Gründen fern.

## Rennverlauf
Auf den ersten Etappen ging es eng zu, das Gelbe Trikot des Spitzenreiters wechselte mehrere Male den Träger. Nach der achten Etappe übernahm es Belgier Sylvère Maes, der es bis Paris verteidigen konnte. Seinem schärfsten Verfolger, dem Franzosen Antonin Magne, nahm er auf der 16. Etappe von Luchon nach Pau über neun Minuten ab und legte damit den Grundstein für seinen Sieg.
Im Kampf um den zweiten Platz der Gesamtwertung konnte sich Magne, der die Tour 1931 gewonnen hatte, gegen den Belgier Félicien Vervaecke durchsetzen. Er profitierte aber davon, dass Vervaecke auf der 16. Etappe ein unerlaubtes Rad mit einer Gangschaltung einsetzte und sich zudem noch von seiner Frau auf der Passhöhe des Col d’Aubisque verpflegen ließ. Dafür erhielt der Belgier eine Zeitstrafe von 11 Minuten. Ohne diese Strafe wäre Vervaecke, der im Ziel in Paris weniger als eine Minute hinter Magne lag, Zweiter geworden.
Im Flachen erfolgreich war der französische Sprinter René Le Grevès, der sechs Etappen für sich entscheiden konnte. Beste Mannschaft wurde Belgien, der Spanier Julián Berrendero sicherte sich die Bergwertung.
Die deutsche Mannschaft, die mit zehn Fahrern an den Start gegangen war, erreichte das Ziel nicht. Der letzte deutsche Fahrer gab auf der 15. Etappe auf. Auch von der österreichischen Mannschaft, die allerdings nur mit vier Teilnehmern gestartet war, erreichte keiner das Ziel in Paris. Rumänische Radrennfahrer waren zum ersten Mal am Start. Alle vier Fahrer schieden auf der 2. und 3. Etappe aus.
Erneut gab es bei der Tour de France 1936 eine Steigerung der Durchschnittsgeschwindigkeit des Siegers, sie lag bei 31,108 km/h.
Während der Tour erkrankte der Tourdirektor Henri Desgrange bereits nach zwei Etappen, sein Stellvertreter, Jacques Goddet übernahm seinen Posten zunächst vorläufig. Im nächsten Jahr übertrug ihm Desgrange offiziell die Rennleitung der Tour de France.

## Die Etappen
| Etappen        | Start – Ziel                    | km       | Etappensieger       | Gelbes Trikot      |
| -------------- | ------------------------------- | -------- | ------------------- | ------------------ |
| 1. Etappe      | Paris – Lille                   | 258      | Paul Egli           | Paul Egli          |
| 2. Etappe      | Lille – Charleville-Mézières    | 192      | Robert Wierinckx    | Maurice Archambaud |
| 3. Etappe      | Charleville-Mézières – Metz     | 161      | Mathias Clemens     | Arsène Mersch      |
| 4. Etappe      | Metz – Belfort                  | 220      | Maurice Archambaud  | Maurice Archambaud |
| 5. Etappe      | Belfort – Évian-les-Bains       | 298      | René Le Grevès      | Maurice Archambaud |
| 6. Etappe      | Évian-les-Bains – Aix-les-Bains | 212      | Eloi Meulenberg     | Maurice Archambaud |
| 7. Etappe      | Aix-les-Bains – Grenoble        | 230      | Theofiel Middelkamp | Maurice Archambaud |
| 8. Etappe      | Grenoble – Briançon             | 194      | Jean-Marie Goasmat  | Sylvère Maes       |
| 9. Etappe      | Briançon – Digne-les-Bains      | 220      | Léon Level          | Sylvère Maes       |
| 10. Etappe     | Digne-les-Bains – Nizza         | 156      | Paul Maye           | Sylvère Maes       |
| 11. Etappe     | Nizza – Cannes                  | 126      | Federico Ezquerra   | Sylvère Maes       |
| 12. Etappe     | Cannes – Marseille              | 195      | René Le Grevès      | Sylvère Maes       |
| 13. Etappe (a) | Marseille – Nîmes               | 112      | René Le Grevès      | Sylvère Maes       |
| 13. Etappe (b) | Nîmes – Montpellier             | 52 (MZF) | Sylvère Maes        | Sylvère Maes       |
| 14. Etappe (a) | Montpellier – Narbonne          | 103      | René Le Grevès      | Sylvère Maes       |
| 14. Etappe (b) | Narbonne – Perpignan            | 63 (MZF) | Sylvère Maes        | Sylvère Maes       |
| 15. Etappe     | Perpignan – Luchon              | 325      | Sauveur Ducazeaux   | Sylvère Maes       |
| 16. Etappe     | Luchon – Pau                    | 194      | Sylvère Maes        | Sylvère Maes       |
| 17. Etappe     | Pau – Bordeaux                  | 229      | René Le Grevès      | Sylvère Maes       |
| 18. Etappe (a) | Bordeaux – Saintes              | 117      | Eloi Meulenberg     | Sylvère Maes       |
| 18. Etappe (b) | Saintes – La Rochelle           | 75 (MZF) | Sylvère Maes        | Sylvère Maes       |
| 19. Etappe (a) | La Rochelle – La Roche-sur-Yon  | 81       | Marcel Kint         | Sylvère Maes       |
| 19. Etappe (b) | La Roche-sur-Yon – Cholet       | 65 (MZF) | Félicien Vervaecke  | Sylvère Maes       |
| 19. Etappe (c) | Cholet – Angers                 | 67       | Paul Maye           | Sylvère Maes       |
| 20. Etappe (a) | Angers – Vire                   | 204      | René Le Grevès      | Sylvère Maes       |
| 20. Etappe (b) | Vire – Caen                     | 55 (MZF) | Antonin Magne       | Sylvère Maes       |
| 21. Etappe     | Caen – Paris                    | 234      | Arsène Mersch       | Sylvère Maes       |